# Moritz Pasch
Pour les articles homonymes, voir Pasch.
Moritz Pasch, né le 8 novembre 1843 à Breslau (province de Silésie), aujourd'hui Wrocław (Pologne) et mort le 20 septembre 1930 à Bad Hombourg (Allemagne), est un mathématicien allemand spécialisé dans les fondements de la géométrie. 

## Biographie
Il obtient une thèse à l'université de Breslau à l'âge de 22 ans, et enseigne à l'université de Giessen.
En 1882, Pasch publie un livre, Vorlesungen über neuere Geometrie, appelant à fonder la géométrie euclidienne sur des notions et des axiomes plus précis, et à un plus grand soin dans les méthodes déductives employées pour valider les propositions et théorèmes. Il met l'accent sur un certain nombre de suppositions implicitement utilisées dans les Éléments d'Euclide. Son livre inspire la mise en place des méthodes axiomatiques, utilisées dans les travaux de Peano, ou dans les Fondements de la géométrie de David Hilbert.